# Digue d'enceinte de Caderousse
La digue d'enceinte de Caderousse est une construction prévue pour protéger le village de Caderousse, en Vaucluse, des crues du Rhône. Elle fut commencée en 1860 et achevée fin 1866.

## Histoire
Une grande partie de la commune de Caderousse est en zone inondable du Rhône. De nombreuses digues, au cours des siècles, ont été aménagées, en protection des terres cultivables et du village. La digue du tour de ville, dont la mise en place date de 1470, était érigée en terre, avec une armature en gazon, côté habitations, et un empierrement, en extérieur. Elle remplaçait l'ancien rempart médiéval. L'inondation du 31 mai 1856 eut un retentissement considérable sur les communes riveraines du Rhône. À Caderousse, l'eau a atteint 7,91 mètres, ce qui inonda la plupart des maisons du village jusqu'au premier étage. Les structures en place étant devenues inefficaces, tant par leur taille que par leur fragilisation, le conseil municipal décida de la construction d'une nouvelle enceinte, plus grande, pouvant protéger le village d'une crue comparable à celle de 1856. Le coût total en a été de 170 000 francs, aux trois quarts pris en charge par l'État. Sa construction prit fin 10 ans après l'inondation mémorable.
La digue en totalité est inscrite au titre des monuments historiques par arrêté du 5 novembre 2001.

## Digue
Longue de 1 716 mètres, elle a une hauteur de 9 mètres au-dessus de l'étiage, soit 1,10 mètre au-dessus du niveau de l'eau, lors de la crue de 1856. D'une largeur de 3 mètres au sommet et d'environ 10 mètres à la base, elle comporte un mur extérieur à 45°, en empierrement. Le mur intérieur est en terre engazonnée. Un chemin piétonnier permet de parcourir le sommet de la digue sur toute sa longueur. L'ouvrage est émaillé d'escaliers et de plans inclinés permettant d'accéder au chemin, tant depuis l'extérieur que de l'intérieur.

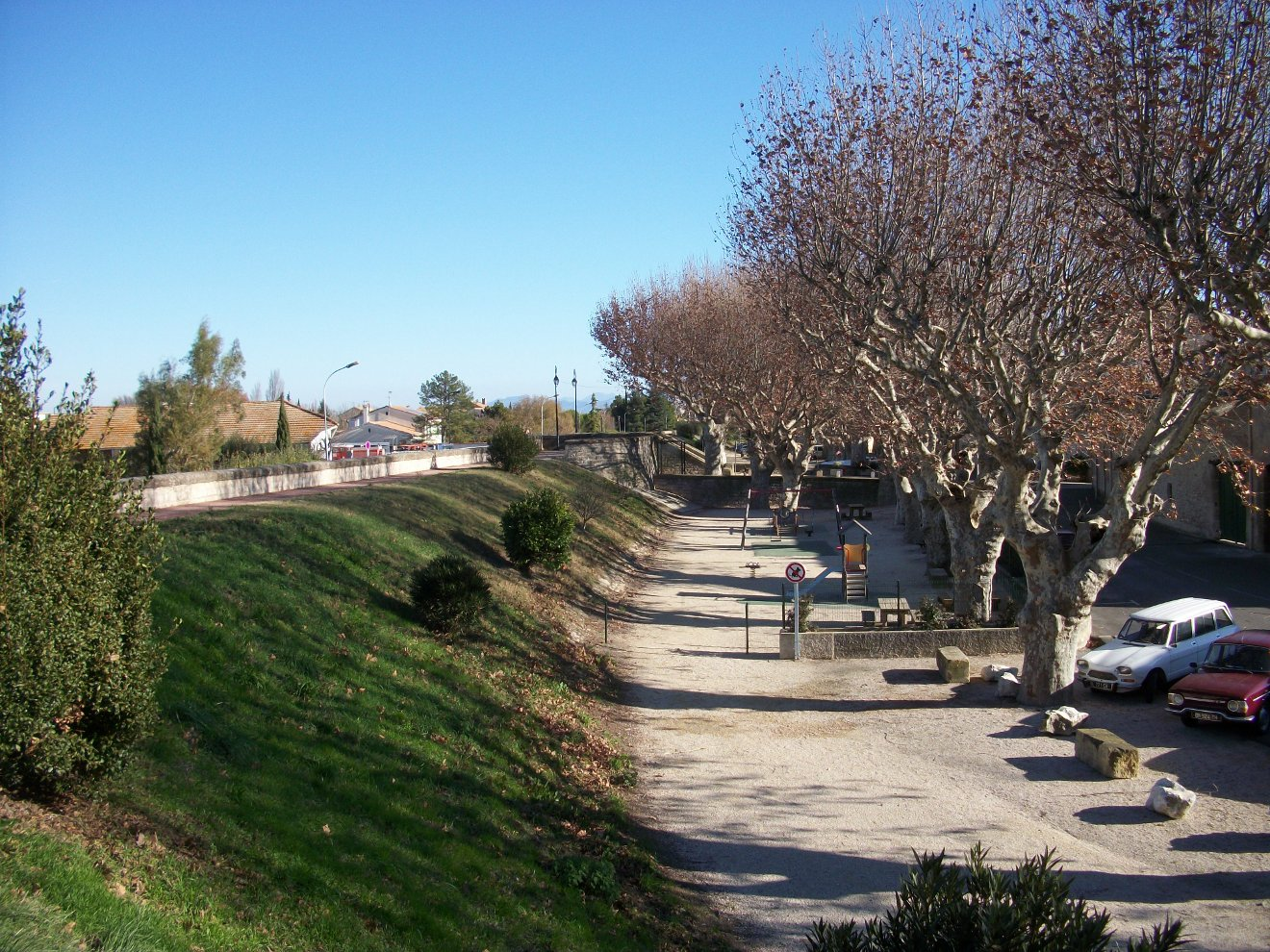
Vue intérieure proche de la porte de Castellan
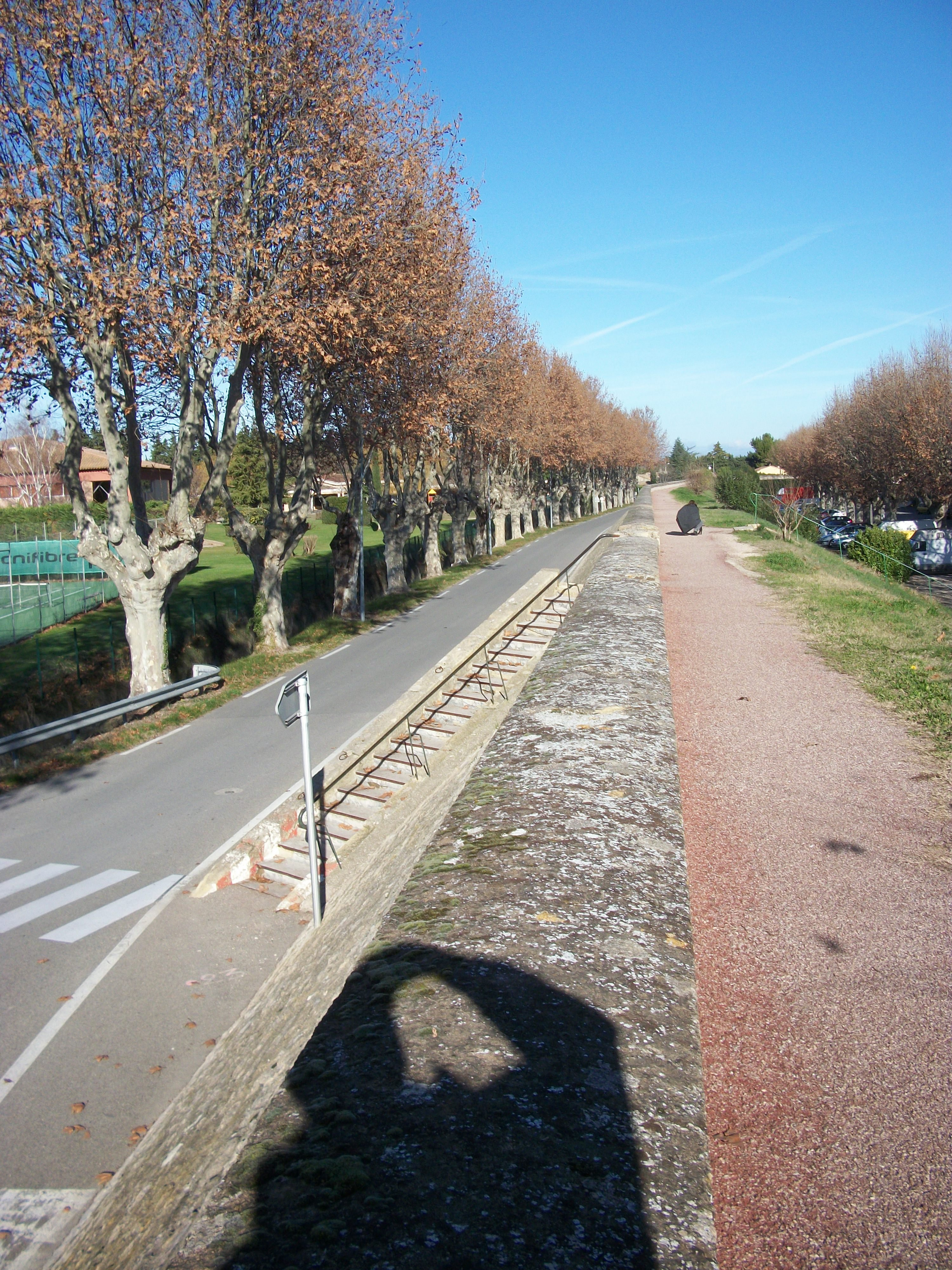
Le chemin piéton au sommet de la digue
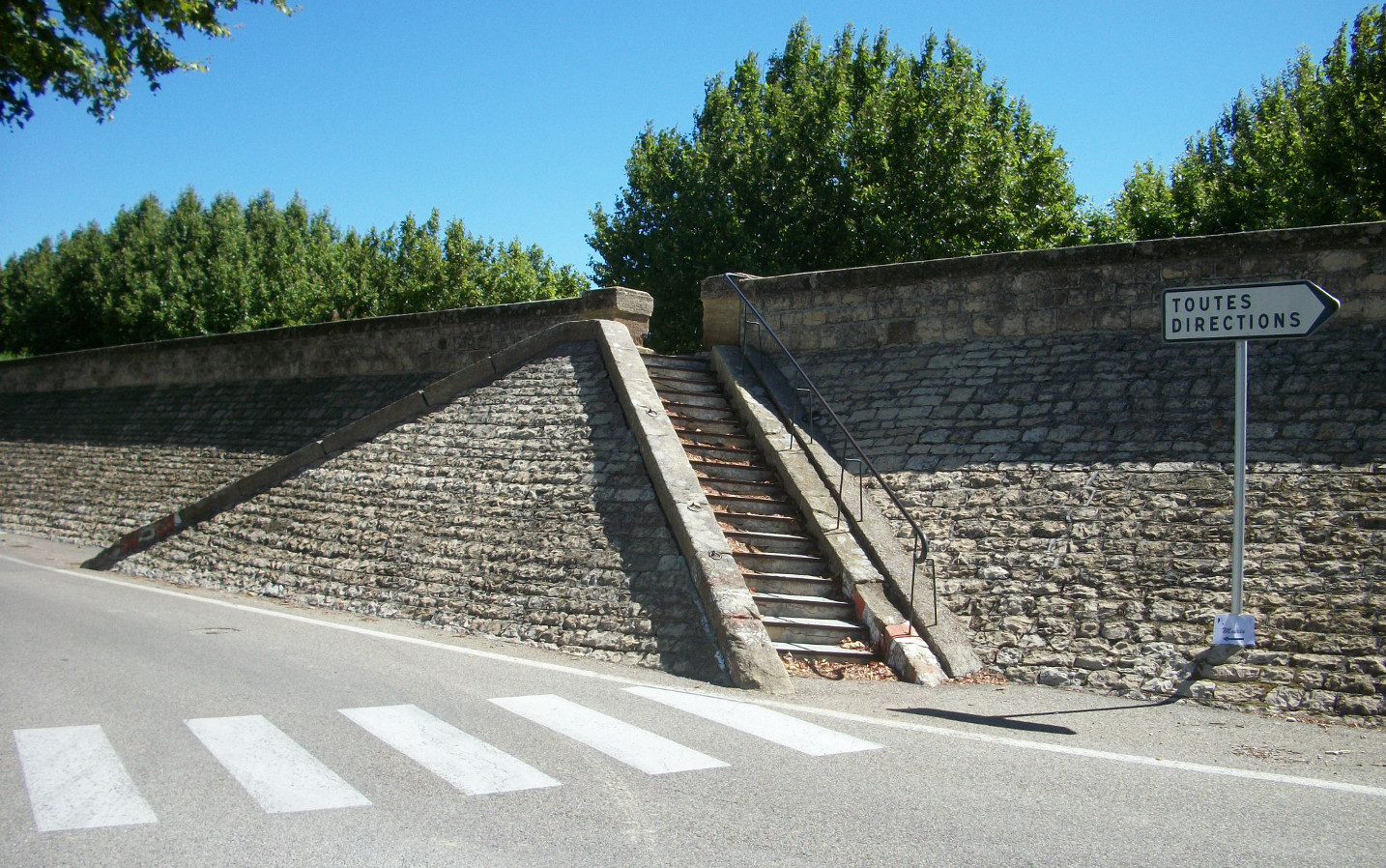
Un escalier double à l'extérieur

La digue est percée de deux portes : la Porte Léon Roche (anciennement Porte d'Orange)
44,10256, 4,75835 à l'est, et la Porte de Castellan 44,10452, 4,75565
au nord-ouest. Chaque porte était initialement percée de deux rainures prévues pour la mise en place
de batardeaux lors des crues. Ces batardeaux ont été remis en service pour la dernière fois lors des inondations de décembre 2003. En 2012, des travaux de modernisation ont été effectués pour n'utiliser que la rainure extérieure de chaque porte.

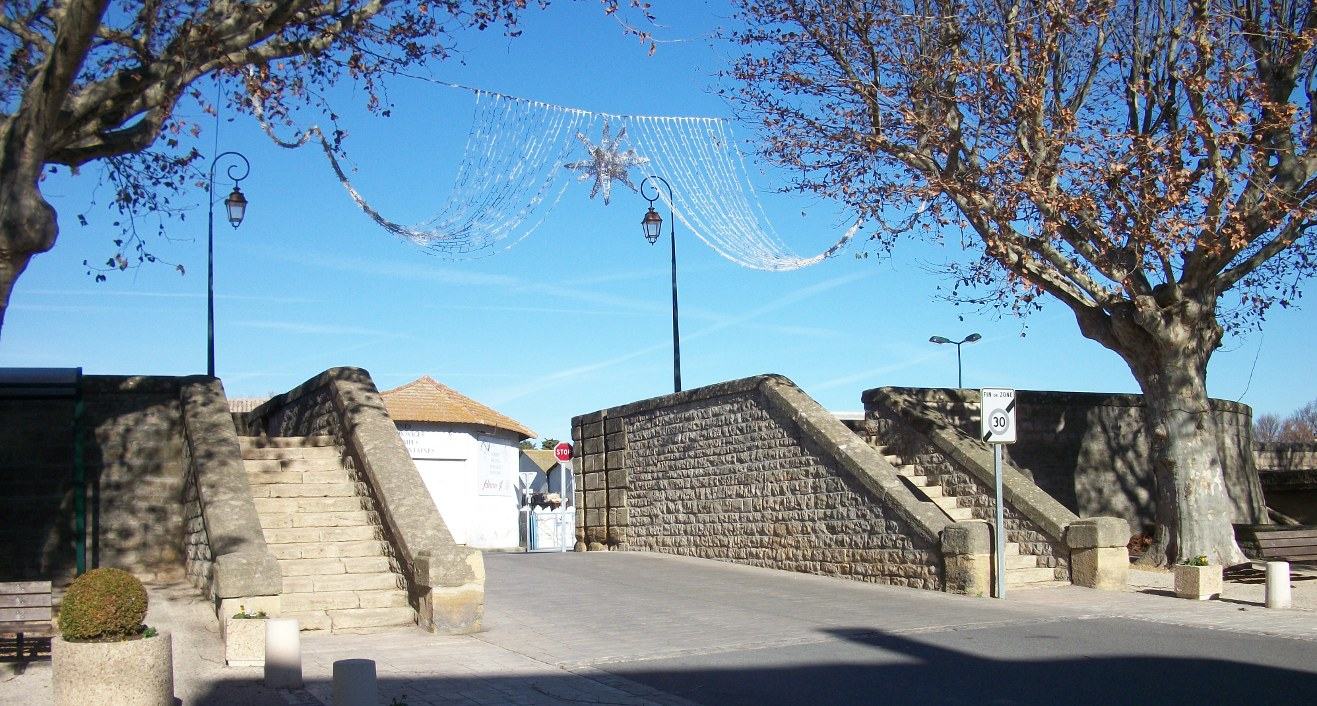
Porte de Castellan, vue intérieure
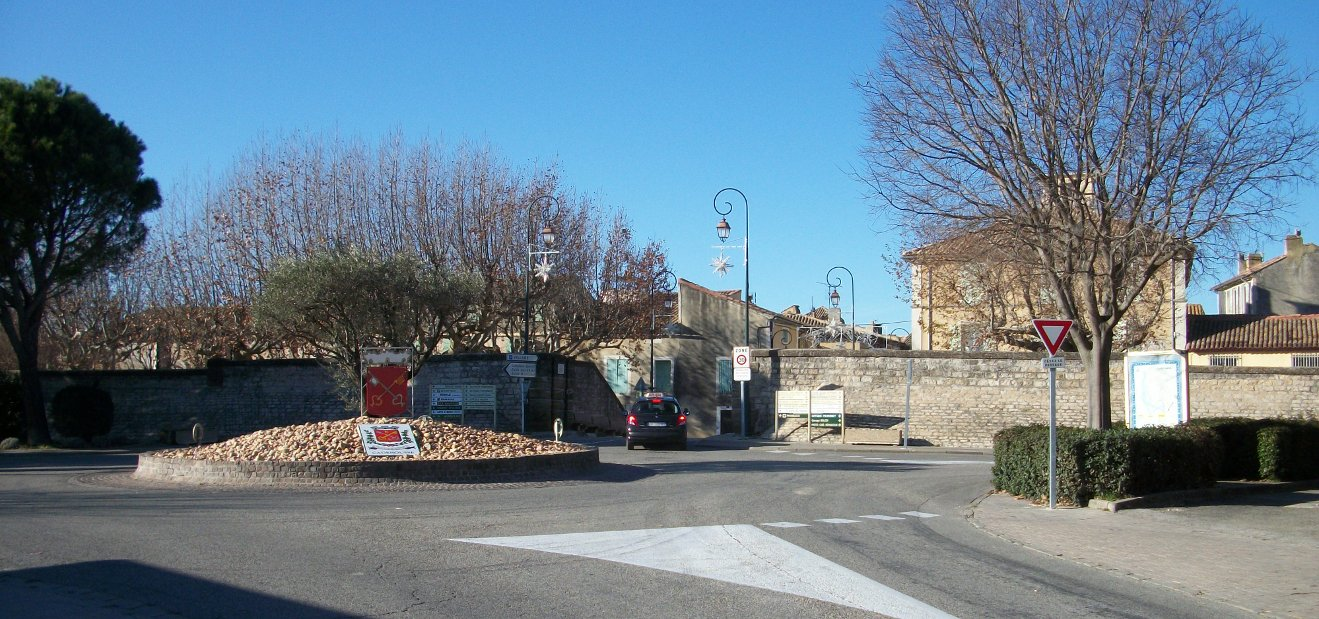
Porte Léon Roche, vue extérieure
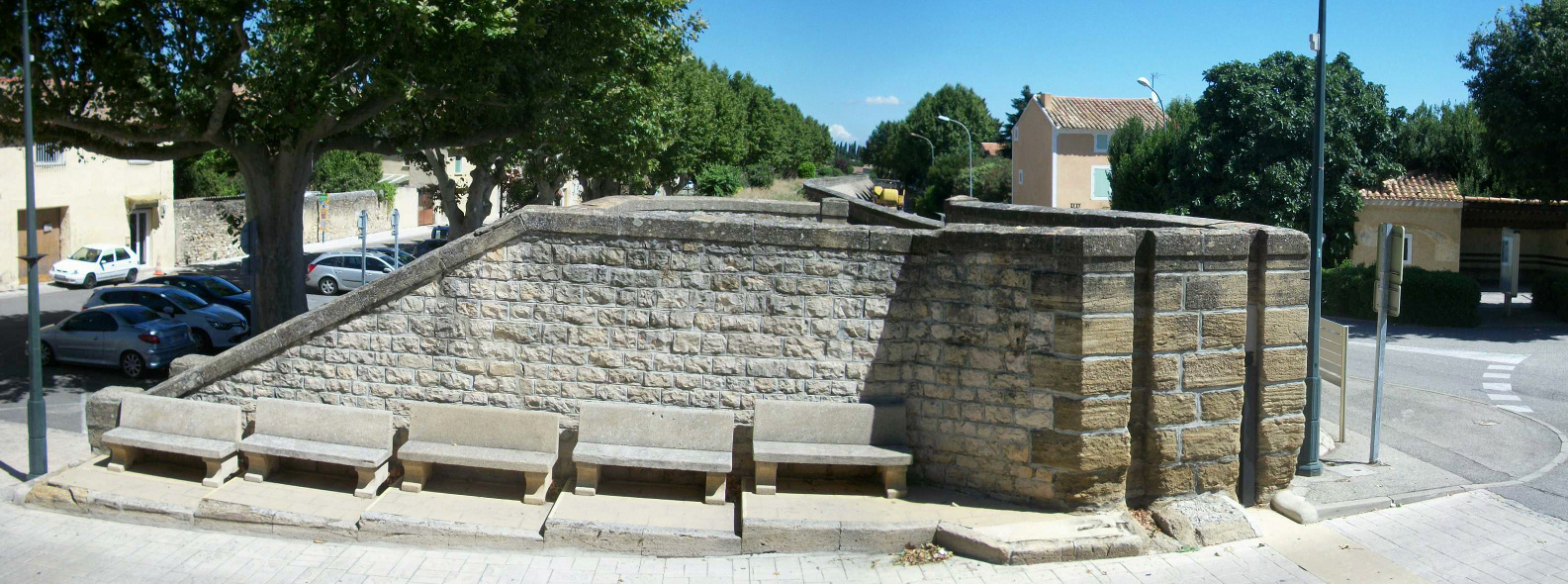
Porte Léon Roche, vue panoramique de l'épaisseur

L'intérieur immédiat de la digue est bordé par un cours, constitué d'une voie de circulation, côté intérieur, et en pied de digue d'un large espace gravillonné planté de platanes, qui sert alternativement d'espace de stationnement et de terrains de boules, assez représentatif des villages du sud-est de la France. Ce sont, à partir de la Porte de Castellan, dans le sens horaire, les cours Jean-Moulin, cours Gabriel-Péri, cours Aristide-Briand, cours Frédéric-Mistral, cours Guy-Mocquet.
À l'extérieur également, la digue est immédiatement bordée par plusieurs tronçons de routes : l'avenue du 8-Mai-1945, la D 17, la D 237 (route de la CNR) et l'avenue Emmanuel-Vitria.